# 35394 Countbasie
35394 Countbasie (designação provisória: 1997 XD9) é um asteroide da cintura principal. Possui uma excentricidade de 0.21091440 e uma inclinação de 9.93763º.
Este asteroide foi descoberto no dia 7 de dezembro de 1997 por ODAS em Caussols.